# Waterloo Rugby Football Club
Pour les articles homonymes, voir Waterloo (homonymie).
Maillots
Waterloo Rugby Football Club est un des plus anciens clubs de rugby anglais encore en activité. Fondé en 1882, le club est basé à Blundellsands près de Waterloo dans le comté du Merseyside. Le club évolue actuellement en cinquième division.

## Histoire
Waterloo RFC est finaliste de la Coupe d'Angleterre 1977 et s'incline contre Newcastle. Le club fait partie des douze clubs qui inaugurent la toute première saison du Championnat d'Angleterre en 1987. Il termine à la dixième place et évite de peu la relégation. En revanche l'année suivante, il ne remporte qu'un seul match et est relégué en seconde division. Puis, Waterloo disparaît peu du paysage du rugby anglais de haut niveau pour se retrouver National League Division 3 North, le cinquième échelon anglais.

## Palmarès
- Coupe d'Angleterre :
  - Finaliste (1) : 1977.

## Joueurs célèbres
Voici une liste assez complète des internationaux qui ont évolué à Waterloo :
| Angleterre - Alan Ashcroft 1956-59 - Jasper Bartlett 1951 - Reginald Bazley 1952-55 - Billy Bennett 1948 - John Cain 1950 - Robert Foulds 1929 - Dick Greenwood 1966-69 - Will Greenwood 1990-94 - Dickie Guest 1939-49 - Jack Heaton 1935-47 - Christopher Jennins 1967 - Ben Kay 1996-99 - Bus Leyland 1935 - Humphrey Luya 1948-49 - Graham Meikle 1934 - Stephen Meikle 1929 - Joe Periton 1925-30 - Samuel Perry 1948 - Gordon Rimmer 1949-54 - Jim Syddall 1982-84 - Peter Thompson 1959 - Herbert Toft 1936-39 - Richard Uren 1948-50 - Jack Wallens 1927 - Bob Weighill 1947-48 | Canada: - Ander Monro 2006 Écosse : - Alistair Fisher 1947 - Colin Fisher 1975-76 - Jackie McArthur 1932 - Sammy McQueen 1923 - Allan Roy 1939 - James Scott 1928-30 Espagne - Pablo Feijoo 2007-08 - Jaime Nava 2008 États-Unis : - Chad Erskine 2006 Pays de Galles : - Raymond Bark-Jones 1933 - Watcyn Thomas 1931-33 Irlande : - Robin Godfrey 1954. Italie : - Nicola Mazzucato 2006-07 |